# Грујица Лазаревић
Грујица Лазаревић (Рудовци, Лазаревац, 2. октобар 1935 — Чачак, 19. јун 2003) српски је академски сликар, акварелиста и члан Удружења ликовних уметника Србије (УЛУС).

## Биографија
Уписује се у Школу за примењену уметност „Ђорђе Крстић“ у Нишу у класи Пере Станисављевића, и похађа је у периоду од 1952. до 1956. године, ВПШ - ликовни одсек у Београду, а Педагошки факултет, на одсеку за ликовну културу у Ријеци. Професионалну каријеру започиње као наставник ликовног васпитања. Службовао је у Бихаћу, Сарајеву и Чачку у ОШ „Вук Караџић“.
Члан је Удружења ликовних уметника Србије (УЛУС) од 1971. године. Радио је као уредник ликовног програма У Дому културе у Чачку где је основао Ликовни салон. Један је од оснивача Удружења ликовних уметника Чачка - ЛУЧ. У Сарајеву је завршио и курс за редитеље. Свој редитељски првенац, Лоркине „Крваве свадбе“ режирао је за време службовања у Бихаћу.
По доласку у Чачак заједно са Милошем Мишом Радивојевићем формира „Експериментални театар“ - ЕТИЧ. У театру постављају два комада, „Ћелаву певачицу“ од Јонескуа и „Шантићев Теферич“, сценски приказ Шантићеве поезије.
Имао је 80 самосталних изложби у земљи и иностранству. Излагао је самостално у Паризу и Лођу. Учествовао је на 230 колективних иложби. Редован је учесник културне манифестације „Селу у походе“ коју је иницирао глумац Зоран Радмиловић од 1972. до 1990. године.
Умро је и сахрањен је у Чачку 19. јуна 2003. године.

## Награде и признања
За свој рад добио је Октобарску награду СО Чачак за 1980. годину и Специјалну награду Задужбине краља Петра Првог Карађорђевића на Југословенском бијеналу минијатуре 1992. године у Горњем Милановцу. Добитник је награде Друштва ликовних уметника Западног Поморавља, „Драган Ћирковић“ (1976, 1985 и 1996), Бијенала у Земуну (1993). Југословенског бијенала акварела у Зрењанину (1993 и 1997). Освајач је друге награде на изложби „Београд инспирација уметника“ у Београду (1996).

## Спољни извори
- https://web.archive.org/web/20160306063239/http://www.artinfo.co.rs/ceo_profil.php?korisnik_id=617